# Ministeri de Defensa Nacional de Grècia
El Ministeri de Defensa Nacional (en grec: Υπουργείο Εθνικής Άμυνας, ΥΠΕΘΑ abreujat) és el departament responsable de la gestió de la defensa militar de Grècia. L'actual ministre de Defensa grec és Dimitris Avramópulos successor de Panos Panagiotópulos tots dos del partit polític Nova Democràcia. El ministeri va ser fundat l'any 1950.

## Videoclips
- Hellenic Ministry of Defence YouTube channel[Enllaç no actiu]